# Demon Island
Demon Island es una película de terror estadounidense estrenada en 2002, protagonizada por Nicholas Brendon y Jaime Pressley.

## Argumento
Un grupo de amigos deciden hacer una aventura. Estos amigos buscaban diversión en un juego de supervivencia, pero a dos de sus educadores les da por romper una piñata que resulta contener un demonio, el cual resucita, y el viaje de diversión se convierte en una mala pesadilla.